# 106
106（一百零六）是105与107之间的自然数。

## 在数学中
- 第78個合數，正因數有1、2、53和106。前一個為105、下一個為108。
質因數分解為{\displaystyle 2\times 53}。
- 第80個虧數，真因數和為56，虧度為50。前一個為105、下一個為107。
- 第72個不尋常數，大於平方根的質因數為53。前一個為104、下一個為107。
- 第35個半質數。前一個為95、下一個為111。
- 第66個無平方數因數的數。前一個為105、下一個為107。
- 第42個十进制的等數位數。前一個為105、下一個為107。
- 十九边形數
- 中心七边形数

## 在人类文化中
- 《古兰经》中第106章是古来氏。
- 前106年或106年。

## 在科学中
- 𨭎的原子序数是106。
- 鈀的原子量約為106.42。

## 在其它领域中
- 标致車廠推出的汽车型号：标致106。
- 大宇BS106，韓國大宇巴士的後置引擎巴士車款。
- Juliet操作系统中一个文件的名称最多可以有106个字母。
- 拉密牌共有106張。
- 中華電信英語查號臺106。
- 106為澳洲全國短信緊急號碼（英语：106_(emergency_telephone_number)）。[1][2]